# Соляная электродная ванна

Розжиг соляной электродной ванны в индустриальных условиях (температура 1100 С°)

Соляная электродная ванна представляет собой металлическую или керамическую ванну, наполненную солью, в которую опущены электронагреватели. Часть ванны, в которой находятся электронагреватели, отделена от рабочей части перегородкой. Ванна помещена в корпус и прикрыта сверху зонтом. Для пуска ванны используется специальный погружной электронагреватель. Соляные ванны обеспечивают быстрый и равномерный разогрев изделий, помещаемых в расплавленную соль. Они применяются, в частности, для нагрева под закалку и отпуск инструментов.
Преимущества:
- более быстрый (в 4-5 раз) нагрев, по сравнению с электро- и газонагревательными печами;
- равномерный нагрев всей поверхности детали;
- равномерность температурного поля во всем расплаве с погрешностью ±1 °C;
- возможность частичного нагрева под закалку (например только рабочую часть сверла или ударную часть зубила);
- при нагреве детали не окисляются;
- высокие рабочие температуры:
NaCl - 800...1100 °C
BaCl2 - 962...1300 °C
Недостатки:
- достаточно вредные испарения
ПДК испарений NaCl - 0.04 г/м³ (при нагреве соли выше 870° начинает выделяться хлор.
ПДК испарений BaCl2 - 0.004 г/м³
- при попадании воды в соль, или загрузка влажных деталей вызывает взрыв и выброс расплавленной соли на достаточно большое расстояние